# 塞內加爾舌鰨
塞內加爾舌鰨為輻鰭魚綱鰈形目鰨亞目舌鰨科的其中一種，為熱帶魚類，分布於東大西洋茅利塔尼亞至安哥拉半鹹水、海域，棲息深度10-110公尺，體長可達66公分，棲息在沿岸沙泥底質底層水域，以魚類、軟體動物、甲殼類等為食，生活習性不明，可做為食用魚。

## 扩展阅读
維基物種上的相關：塞內加爾舌鰨